# Bujurquina megalospilus
Bujurquina megalospilus är en fiskart som beskrevs av Kullander, 1986. Bujurquina megalospilus ingår i släktet Bujurquina och familjen Cichlidae. Inga underarter finns listade.